# Protonen-Austausch-Membran
Eine Protonen-Austausch-Membran, häufig auch Proton Exchange Membrane (PEM) oder Polymer Electrolyte Membrane (PEM) genannt, ist eine im Allgemeinen aus Ionomer hergestellte semipermeable Membran. PEMs sind für Protonen durchlässig, während der Transport von Gasen wie beispielsweise Sauerstoff oder Wasserstoff verhindert wird. Zu diesem Zweck kommen die PEMs in erster Linie bei Polymerelektrolytbrennstoffzellen zum Einsatz. Hergestellt werden sie entweder aus reinen Polymer- oder aus Kompositmembranen, bei denen andere Materialien in eine Polymermatrix eingebettet werden. Die kommerziell am weitesten verbreitete PEM ist Nafion des Chemiekonzerns DuPont.

Nafion